# العلاقات البوسنية القبرصية
العلاقات البوسنية القبرصية هي العلاقات الثنائية التي تجمع بين البوسنة والهرسك وقبرص.

## مقارنة بين البلدين
هذه مقارنة عامة ومرجعية للدولتين:
| وجه المقارنة                                              | البوسنة والهرسك                                             | قبرص                                                                 |
| --------------------------------------------------------- | ----------------------------------------------------------- | -------------------------------------------------------------------- |
| المساحة (كم2)                                             | 51.20 ألف                                                   | 9.24 ألف                                                             |
| عدد السكان (نسمة)                                         | 3.51 مليون                                                  | 1.14 مليون                                                           |
| الكثافة السكانية (ن./كم²)                                 | 68.55                                                       | 123.38                                                               |
| العاصمة                                                   | سراييفو                                                     | نيقوسيا                                                              |
| اللغة الرسمية                                             | اللغة البوسنوية، اللغة الكرواتية، اللغة الصربية             | اليونانية الحديثة، اللغة التركية، لغة يونانية                        |
| العملة                                                    | مارك بوسني                                                  | يورو، جنيه قبرصي                                                     |
| الناتج المحلي الإجمالي (بليون دولار)                      | 18.17 مليار                                                 | 21.65 مليار                                                          |
| الناتج المحلي الإجمالي (تعادل القوة الشرائية) بليون دولار | 41.35 مليار                                                 | 26.73 مليار                                                          |
| الناتج المحلي الإجمالي الاسمي للفرد دولار أمريكي          | 4.25 ألف                                                    | 23.24 ألف                                                            |
| الناتج المحلي الإجمالي للفرد دولار أمريكي                 | 10.43 ألف                                                   | 30.24 ألف                                                            |
| مؤشر التنمية البشرية                                      | 0.733                                                       | 0.850                                                                |
| رمز المكالمات الدولي                                      | +387                                                        | +357                                                                 |
| رمز الإنترنت                                              | .ba                                                         | .cy                                                                  |
| المنطقة الزمنية                                           | توقيت وسط أوروبا، ت ع م+01:00، ت ع م+02:00، أوروبا/سراييفو ‏ | ت ع م+02:00، ت ع م+03:00، توقيت شرق أوروبا، توقيت شرق أوروبا الصيفي ‏ |

## مدن متوأمة
في ما يلي قائمة باتفاقيات التوأمة بين مدن بوسنية وقبرصية:
- ترتبط تسليتش مع بوليس [الإنجليزية]‏ باتفاقية توأمة.[15]

## منظمات دولية مشتركة
يشترك البلدان في عضوية مجموعة من المنظمات الدولية، منها:
| علم المنظمة | اسم المنظمة                               | تاريخ انضمام البوسنة والهرسك | تاريخ انضمام قبرص |
| ----------- | ----------------------------------------- | ---------------------------- | ----------------- |
|             | مؤسسة التنمية الدولية                     | 25 فبراير 1993               | 2 مارس 1962       |
|             | منظمة الأمن والتعاون في أوروبا            | 30 أبريل 1992                | 25 يونيو 1973     |
|             | المنظمة الأوروبية لسلامة الملاحة الجوية   | 2004                         | 1991              |
|             | مؤسسة التمويل الدولية                     | 25 فبراير 1993               | 2 مارس 1962       |
|             | مجلس أوروبا                               | 24 أبريل 2002                | ?                 |
|             | منظمة حظر الأسلحة الكيميائية              | ?                            | ?                 |
|             | الأمم المتحدة                             | 22 مايو 1992                 | 20 سبتمبر 1960    |
|             | الاتحاد الدولي للاتصالات                  | 20 أكتوبر 1992               | 24 أبريل 1961     |
|             | منظمة الشرطة الجنائية الدولية             | ?                            | ?                 |
|             | البنك الدولي للإنشاء والتعمير             | 25 فبراير 1993               | 21 ديسمبر 1961    |
|             | الاتحاد البريدي العالمي                   | ?                            | ?                 |
|             | المركز الدولي لتسوية المنازعات الاستشارية | 13 يونيو 1997                | 25 ديسمبر 1966    |
|             | وكالة ضمان الاستثمار متعدد الأطراف        | 19 مارس 1993                 | 12 أبريل 1988     |
|             | يونسكو                                    | 2 يونيو 1993                 | 6 فبراير 1961     |

## وصلات خارجية
- موقع وزارة الخارجية البوسنية
- موقع وزارة الخارجية القبرصية